# El muerto y ser feliz
El muerto y ser feliz es una película española dirigida por Javier Rebollo.

## Argumento
Cuando un asesino a sueldo español, ingresado en un hospital de Buenos Aires, se da cuenta de que está a punto de morir, se escapa y se dirige al norte atravesando todo el país. Huye por carreteras secundarias en una especie de tranquila peregrinación que tiene algo que ver con una moderna novela de caballerías. Una mujer que ha encontrado en la carretera será su escudero en este continuo avanzar huyendo de la muerte y corriendo, al mismo tiempo, hacia ella. 